# Wschód-Zachód (film 1999)
Wschód - Zachód (fr. Est-Ouest) – francuski dramat historyczny z 1999 roku w reżyserii Régisa Wargniera.

## Fabuła
Rok 1946. Propaganda sowiecka zachęca pozostających na Zachodzie emigrantów do powrotu do kraju, obiecując im przyznanie obywatelstwa. Wielu ludzi korzysta z tej propozycji. Kiedy statek z emigrantami przybija do portu w Odessie, podróżnych witają agenci NKWD. Od uwięzienia zostaje oszczędzona tylko rodzina młodego lekarza Aleksieja, którego umiejętności potrzebne są władzy sowieckiej. Francuska żona Aleksieja - Marie - chce od razu wracać do kraju, lecz wyjazd z totalitarnego Związku Radzieckiego okazuje się w praktyce niemożliwy. W tej sytuacji zarówno mąż, jak i żona podejmują różne, odmienne w sposobach i skutkach, próby powrotu do Francji.

## Obsada
- Oleg Mieńszykow jako Aleksiej Gołowin
- Sandrine Bonnaire jako Maria Gołowina
- Catherine Deneuve jako Gabrielle Devele
- Siergiej Bodrow jako Sasza Wasiljew
- Grigori Manoukov jako Pirogow
- Tatyana Dogileva jako Olga
- Bohdan Stupka jako pułkownik Bojko
- Hubert Saint-Macary jako radca ambasady
- Atanass Atanassov jako Wiktor
- Valentin Ganev jako Wołodja Petrow

## Odbiór

### Reakcja krytyków
Film zebrał przeważnie pozytywne opinie. W serwisie Rotten Tomatoes średnia ocen krytyków wynosi 65% (bazując na 31 recenzjach), a publiczności 88%. Z kolei ocena filmu w serwisie Metracritic wynosi 61/100 punktów, a recenzje wahają się od 88 pkt. (New York Post, Charlotte Observer) do 40 pkt. (Dallas Observer, Film.com).

### Nagrody
Film otrzymał nominację do Oscara i Złotego Globu za najlepszy film nieanglojęzyczny. Był także czterokrotnie nominowany do Cezarów w kategoriach: najlepszy film, reżyseria, aktorka pierwszoplanowa i muzyka. Ponadto zdobył nagrody publiczności na MFF w Miami i Palm Springs.